# Salammbo (traghetto)
Il Salammbo è un traghetto Ro-Ro appartenente alla compagnia di navigazione tunisina CoTuNav.

## Servizio
Varato il 24 maggio 1997 nei cantieri navali SSW Fähr- u. Spezialschiffbau GmbH di Bremerhaven con il nome di Salammbo 7 per la tunisina CoTuNav e consegnato il 29 settembre dello stesso anno in occasione del suo battesimo, prende servizio nell'ottobre successivo sui collegamenti tra Livorno, Radès, Genova,Tunisi e Marsiglia.
Nel dicembre del 2012 il nome viene troncato in Salammbo.
Il 28 gennaio viene fermato nel porto di Genova in seguito ad un'ispezione a bordo del RINA nella quale sono state riscontrate gravi irregolarità.

## Navi gemelle
- Ulysse